# La Celle-sous-Montmirail
La Celle-sous-Montmirail – miejscowość i dawna gmina we Francji, w regionie Hauts-de-France, w departamencie Aisne. W dniu 1 stycznia 2016 roku z połączenia czterech ówczesnych gmin – Artonges, La Celle-sous-Montmirail, Fontenelle-en-Brie oraz Marchais-en-Brie – powstała nowa gmina Dhuys et Morin-en-Brie. W 2013 roku populacja La Celle-sous-Montmirail wynosiła 117 mieszkańców. 